# Київське товариство фотографів-аматорів «Дагер»

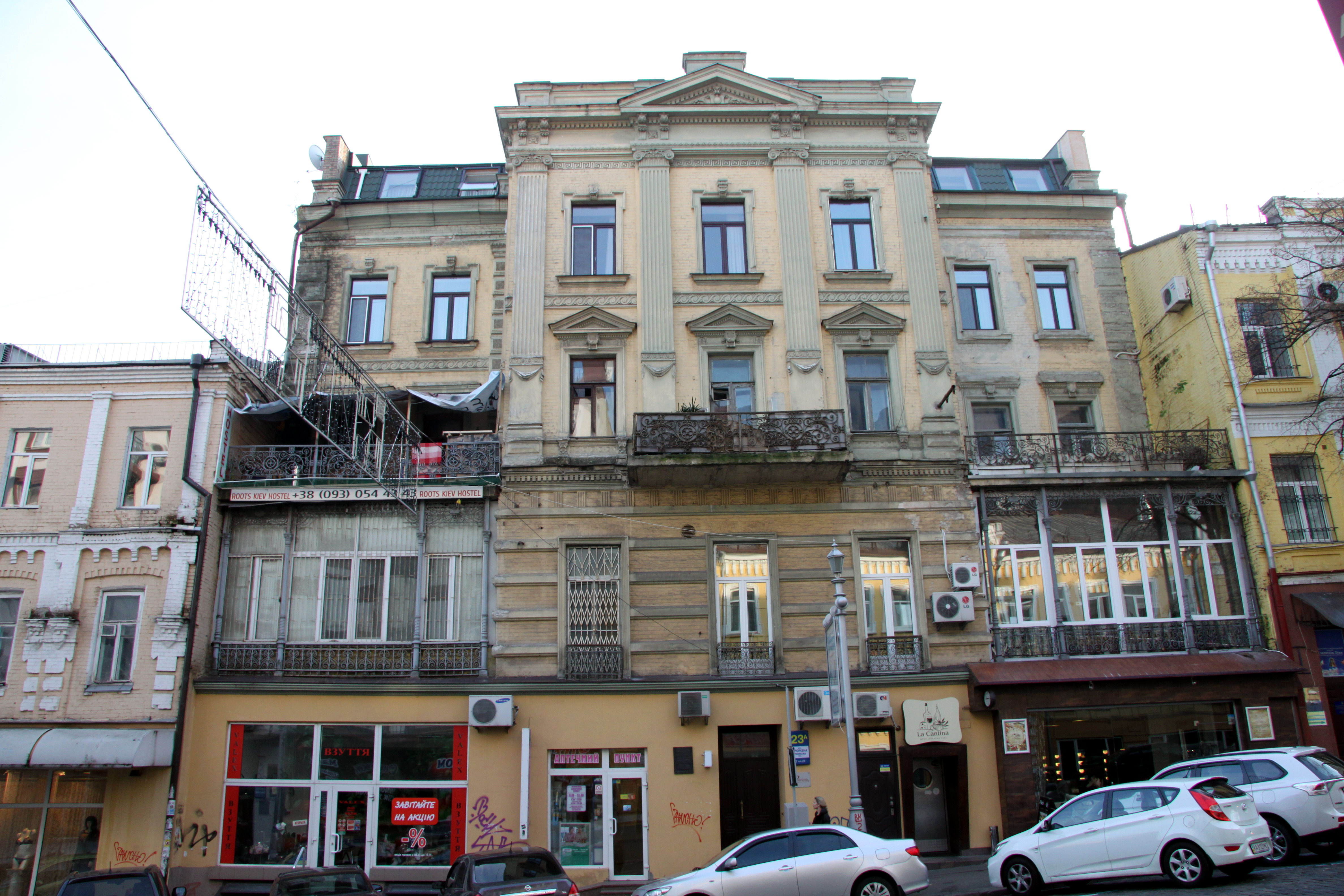
Київське товариство фотографів-аматорів «Дагер» по вулиці Прорізній, 23

Київське товариство фотографів-аматорів «Дагер» (1901–1917) — товариство сприяння розвиткові теорії і практики фотографічної справи, сприяло розвиткові й поширенню художньої, технічної й наукової фотографії.

## Історія товариства
Товариство об'єднало 30 листопада 1901 року фотографів Києва та Київської губернії. В його діяльності брали участь відомі фотографи, вчені, художники, зокрема Микола Біляшівський, Владислав Галімський, Володимир Гудшон, Георгій Де-Метц, Василь Кульженко, Володимир Менк, Володимир Орловський, Микола Пимоненко та ін.
Товариство отримало від найстарішого у світі Паризького фотографічного клубу — бюст Луї Дагера. Президента паризького клубу Моріса Бюке було обрано почесним членом Київського товариства. Першим головою правління товариства обрали інженера Миколу Олександровича Щукіна, а секретарем — Миколу Ілліча Бобиря.
З метою розвитку фотографічної справи, члени товариства здійснювали експедиції, в ході яких фотографували архітектурні пам'ятки, предмети старовини, історичні об'єкти, фіксували побут українців. Роботи членів товариства неодноразово відзначалися нагородами міжнародних виставок. В січні 1911 року в Києві у будинку Міської публічної бібліотеки, працювала Міжнародна фотовиставка, присвячений 10-річчю товариства, в якому брали участь відомі фотографи України, Австрії, Великої Британії, США, Франції та інші.
Товариство «Дагер» зробило Київ одним з центрів європейської фотографії. У грудні 1908 р. відбувся II з'їзд фотографічних діячів
(Хрещатик, 10), водночас товариство провело у Києві в будинку Біржі (Хрещатик, 13) II Міжнародну фотовиставку, яка перетворилася у справжнє свято світової фотографії. На ній було представлено понад 500 фоторобіт видатних фотографів. Переможців визначала комісія, до якого входили Микола Петров, Микола Бобир, Олександр Губчевський, Йозеф Хмелевський, Василь Кульженко, художники — Михайло Нестеров, Микола Пимоненко, Владислав Галімський, Іван Селезньов, Володимир Менк, Михайло Холодовський, Володимир Орловський, історик Микола Біляшівський, професор Георгій де Метц та інші.

## Участь у виставках
- 1905 р. Київ. 1-й Міжнародний конкурс світлових картин ДАГ в Києві. Перша премія — «золотий жетон» (брати Гудшон А. Л. та Гудшон В. Л.)
- 1908 р. Москва. Вищі винагороди «Гран-Прі» — у Миколи Петрова та у товариства «Дагер» за колективну участь.
- 1908 р. Саратов. Золоті медалі у Микола Петрова, Олександра Губчевського, срібні і бронзові — у фотографів з Катеринослава, Новозибкова, Керчі і Сміли.
- 1909 р. Казань. Усі вищі нагороди, «Почесний відгук», дипломи 1, 2, 3 ступеня — у членів товариства «Дагер».
- 1910 р. Будапешт. Золота медаль у Миколи Петрова.
- 1912 р. Антверпен. Міжнародний конкурс фірми Л. Геверт. Геверт — медалі, дипломи й грошові премії — у майстрів Києва, Одеси, Харкова та Умані.

## Керівники товариства
- Щукін Михайло Олександрович (1901–1906)
- Петров Микола Олександрович (1906–1911)
- Губчевський Олександр Михайлович (1912–1917)

## Місцезнаходження товариства

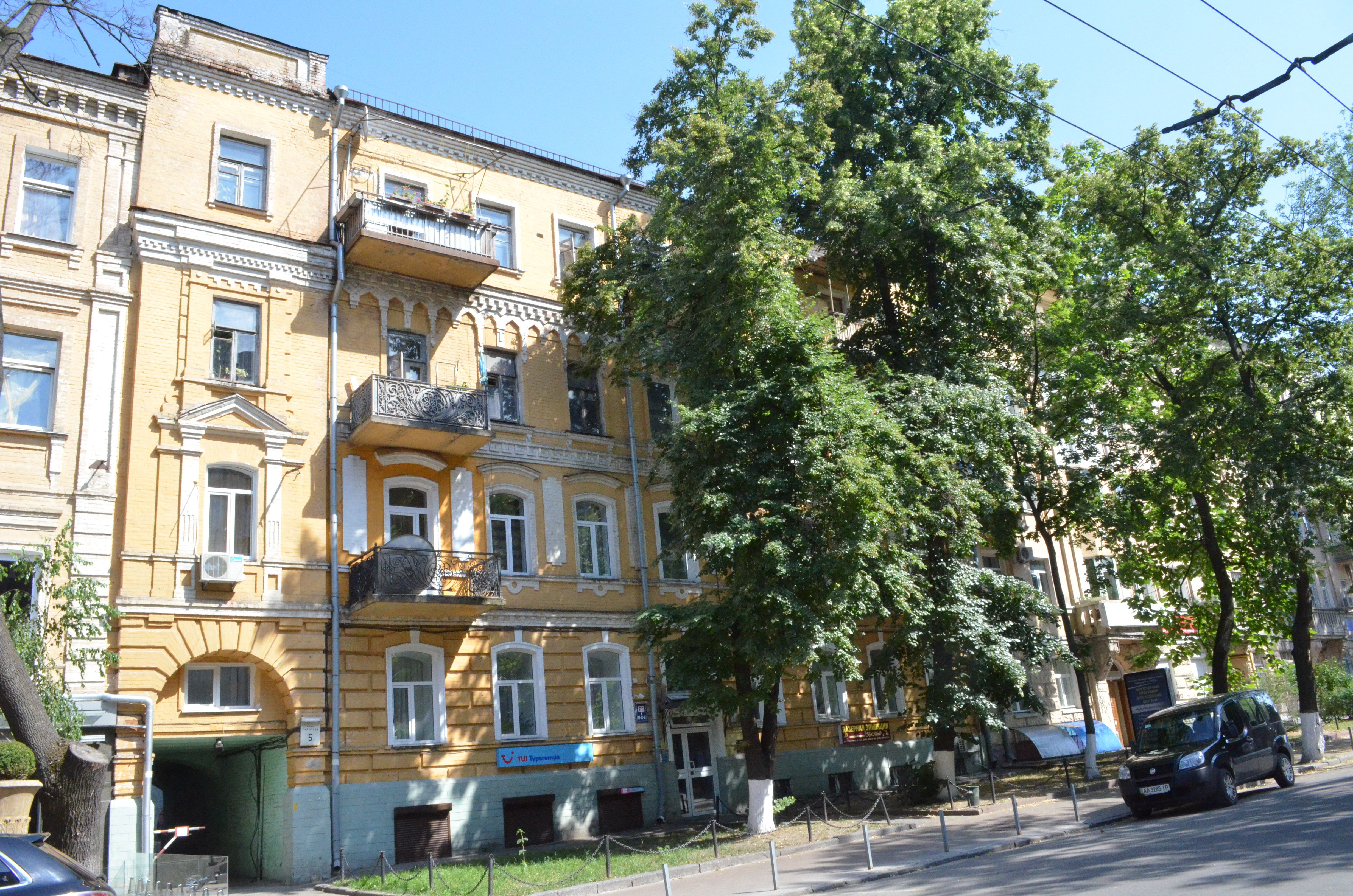
1901–1906 вул. Пироговська, 5
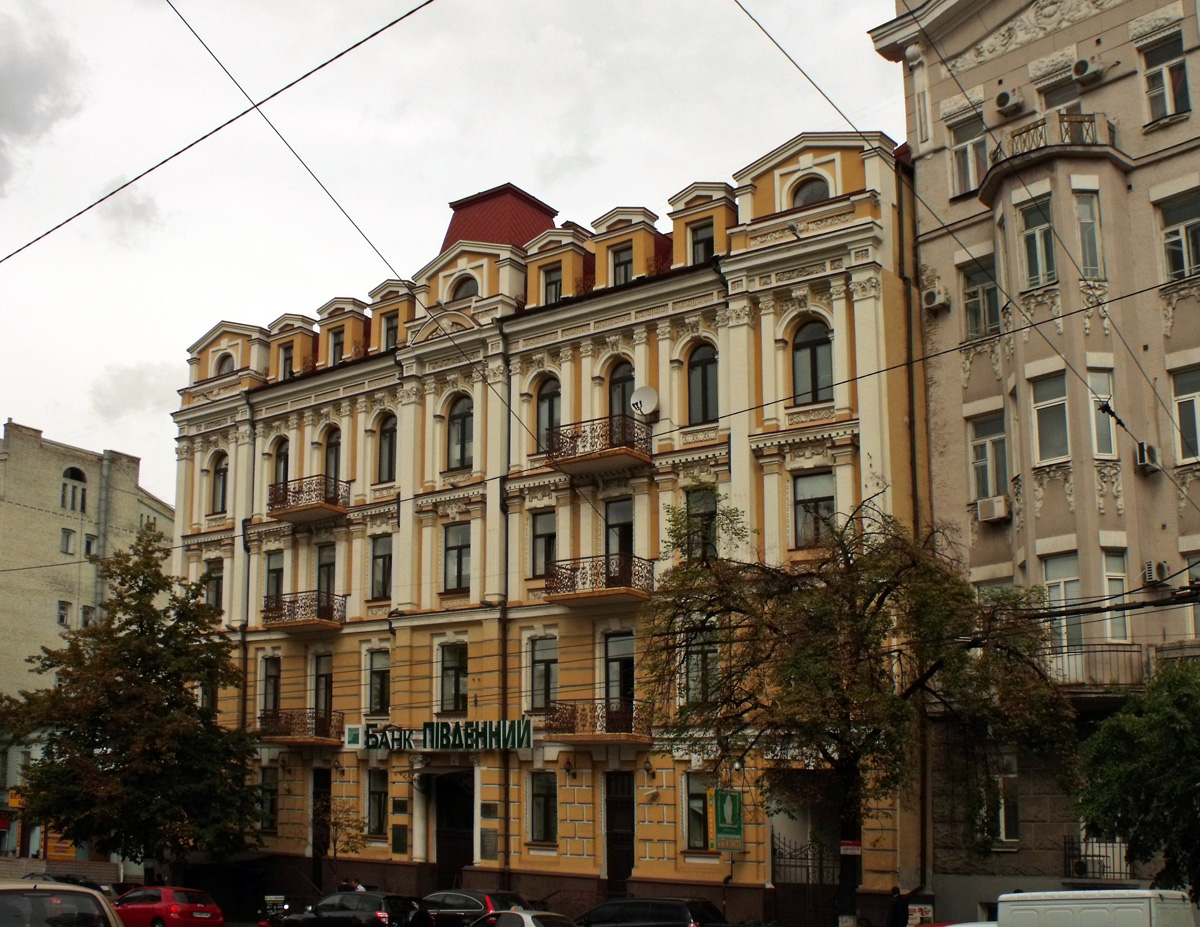
1906–1911 вул. Маріїнсько-Благовіщенська, 74
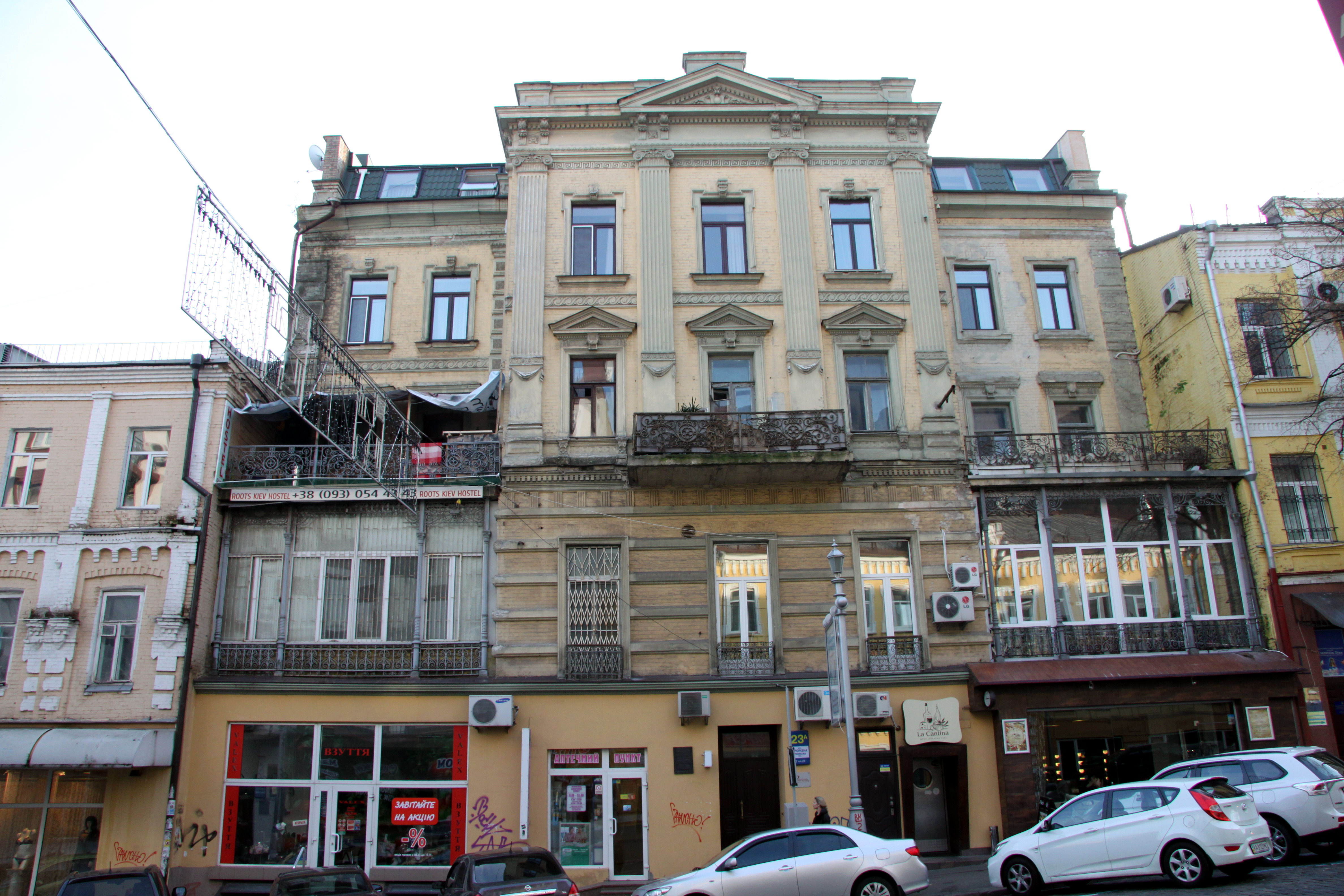
1911–1912 вул. Прорізна, 23
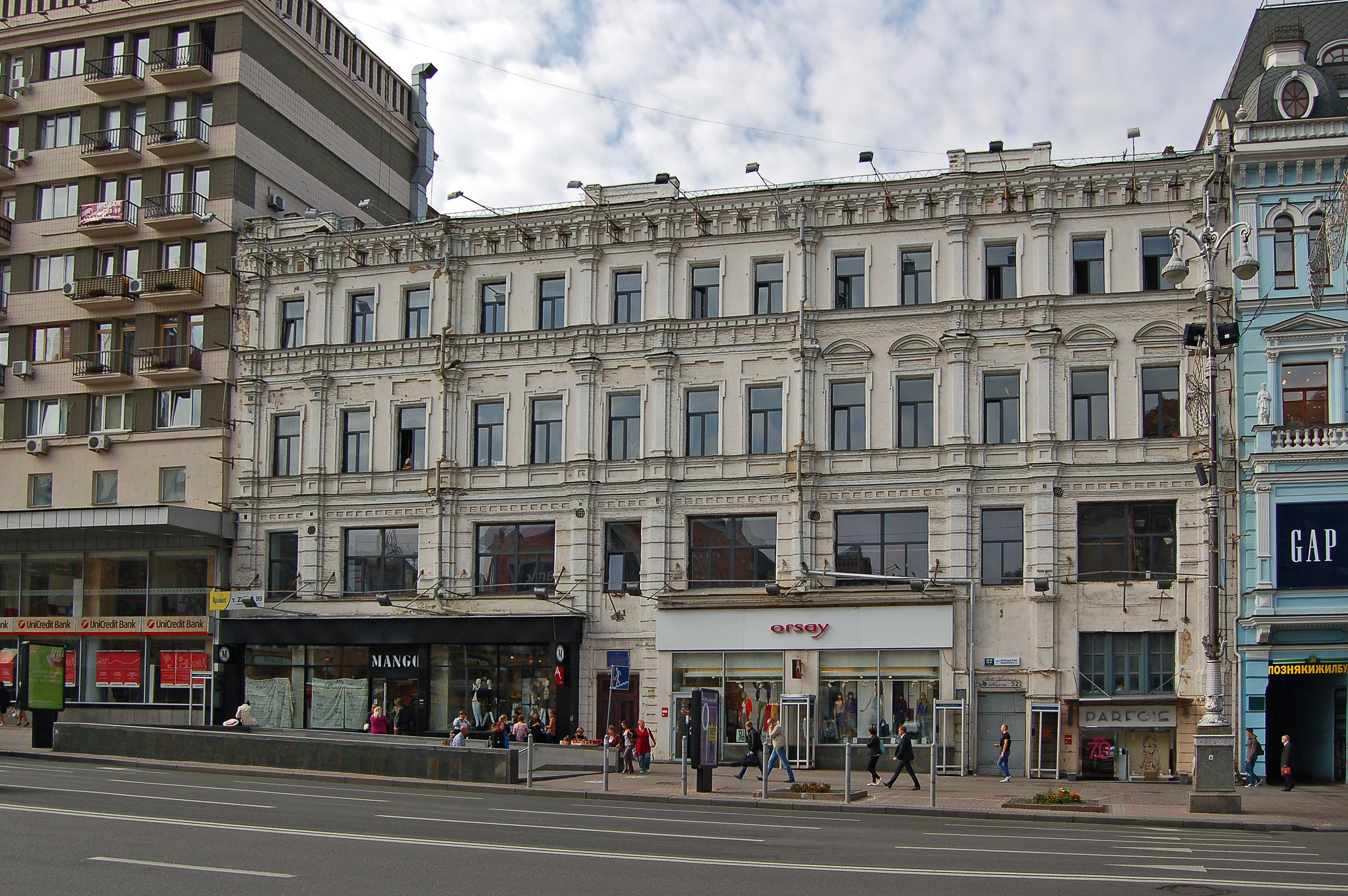
1912–1914 вул. Хрещатик, 52
- 1914–1917 вул. Хрещатик, 7

- 1901–1906 вул. Пироговська, 5
- 1906–1911 вул. Маріїнсько-Благовіщенська, 74
- 1911–1912 вул. Прорізна, 23
- 1912–1914 вул. Хрещатик, 52